# Élections législatives grecques de décembre 1915
Les élections législatives grecques anticipées du 19 décembre 1915 (6 décembre a.s.) élurent les membres du parlement grec. Elles furent largement remportées par les « Nationalistes » de Dimítrios Goúnaris (en fait les partisans du roi Constantin). Le parti libéral d'Elefthérios Venizélos boycotta le scrutin. Stéphanos Skouloúdis resta Premier ministre.

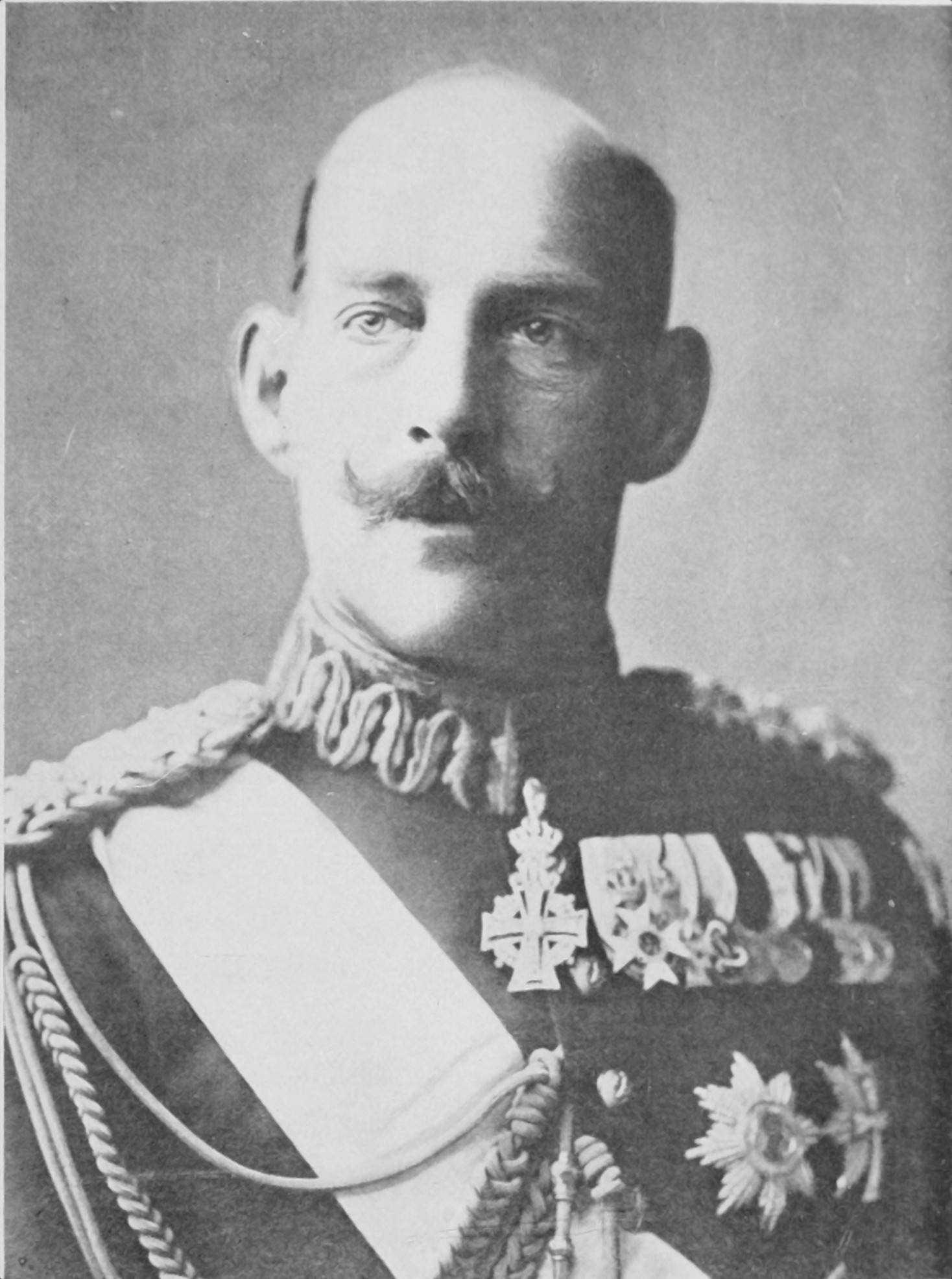
Le roi Constantin Ier de Grèce.

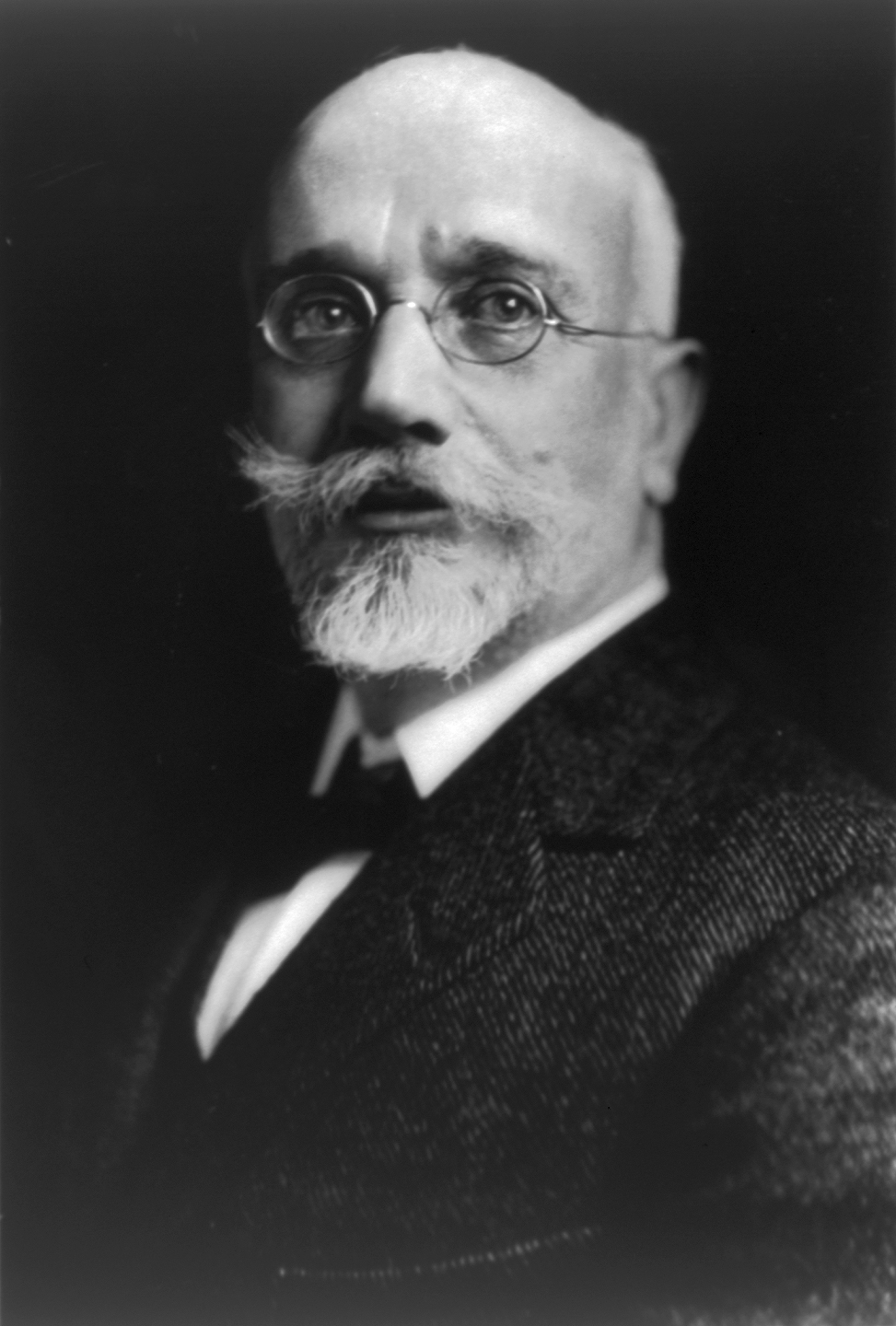
Le Premier ministre grec Elefthérios Venizélos.

## Fonctionnement du scrutin
Conformément à la constitution de 1864, les élections se déroulèrent au suffrage masculin direct et secret. Depuis 1877, hormis quelques exceptions, tous les hommes de plus de 21 ans étaient électeurs. Les députés étaient répartis en proportion de la population de la province : un député pour 10 000 habitants ; avec un minimum de 150 députés. Une loi de 1862 stipulait de plus que les Grecs « hétérochtones » (vivant hors des frontières du pays, à l'inverse des « autochtones » vivant à l'intérieur) étaient aussi électeurs.
Les députés étaient élus à la majorité absolue, au niveau provincial. Chaque électeur disposait d'autant de votes qu'il y avait de candidats. Les électeurs, la plupart analphabètes, ne votaient pas avec des bulletins, mais avec des boules de plomb. Il y avait autant d'urnes qu'il y avait de candidats. L'électeur glissait la main dans l'urne et plaçait sa boule soit à droite (partie blanche, inscrite « oui »), soit à gauche (partie noire, inscrite « non »). Les urnes étaient en acier recouvert de laine pour éviter qu'un bruit quelconque informe de la façon dont l'électeur avait voté. Le député qui avait obtenu la majorité (en principe), mais proportionnellement le plus de voix (dans la réalité) était élu.

## Contexte
Au début de la Première Guerre mondiale, la Grèce resta neutre, mais les grandes puissances essayaient d'obtenir sa participation au conflit. Le pays traversa alors une grave crise intérieure. La Cour, et surtout le roi Constantin, qui était marié à la sœur de Guillaume II, penchaient plutôt pour les puissances centrales. Elefthérios Venizélos préférait quant à lui l'Entente.
Après l'échec de l'expédition des Dardanelles, Venizélos, conforté par sa large victoire électorale aux législatives de mai/juin, autorisa le 3 octobre les forces alliées qui se repliaient depuis les Dardanelles à débarquer à Thessalonique. Après un débat houleux à la chambre le 4, le Premier ministre obtint un vote de confiance. Le lendemain, 5 octobre, il fut convoqué par le roi au palais de Tatoï. Le souverain exigea et obtint sa démission. Un mois plus tard, le 4 novembre, Venizélos suscita un débat sur la question de l'entrée en guerre aux côtés des alliés, depuis que les Bulgares étaient entrés en guerre aux côtés des Allemands et des Autrichiens et que Thessalonique était menacée. S'il réussit à faire tomber le gouvernement d'Alexandros Zaimis, il ne fut pas rappelé au pouvoir. Au contraire, le roi décida la dissolution du parlement et la convocation de nouvelles élections. Les vénizélistes décidèrent de ne pas prendre part à des élections qu'ils considéraient comme illégales,.

## Résultats
Ces élections, comme les suivantes, firent la transition entre la tradition ancienne où les partis étaient identifiés par le nom de leur chef de file et la nouveauté, avec des partis portant un nom sans lien avec leur leader.
Il y avait 335 sièges à pourvoir,. Il y eut 334 945 suffrages exprimés (moitié moins qu'aux élections de mai/juin). Les « Nationalistes » de Dimítrios Goúnaris arrivèrent largement en tête avec 256 sièges. Stéphanos Skouloúdis resta Premier ministre.
En juin 1917, la France et le Royaume-Uni obligèrent le roi à partir en exil. Le gouvernement d'Alexandros Zaimis fut poussé à la démission et Venizélos redevint Premier ministre. Il rappela alors le parlement élu en mai/juin 1915, mettant fin à celui élu en décembre de la même année,,.
| Nationalistes (Dimítrios Goúnaris)                              | 256 |
| Partisans de Geórgios Theotókis (Nouveau Parti)                 | 21  |
| « Loyalistes » d'Épire du Nord                                  | 19  |
| Partisans de Dimítrios Rállis (Parti néohellénique)             | 18  |
| Indépendants                                                    | 11  |
| Partisans de Nikólaos Dimitrakópoulos (el) (Parti progressiste) | 5   |
| Partisans de Íon Dragoúmis (royalistes)                         | 5   |
| Total                                                           | 335 |
| Source : Pantelis, Koutsoubinas, Gerapetritis, 2010, p. 856     |     |